# Il signore delle formiche
Il signore delle formiche (internationaler Titel: Lord of the Ants, dt.: „Der Herr der Ameisen“) ist ein italienischer Spielfilm von Gianni Amelio aus dem Jahr 2022. Das Historiendrama ist angelehnt an wahre Begebenheiten um den italienischen Dramatiker und Dichter Aldo Braibanti (1922–2014). Dieser wurde 1968 wegen seiner Homosexualität auf Grundlage eines während der faschistischen Diktatur erlassenen Gesetzes zu einer mehrjährigen Haftstrafe verurteilt. Die Hauptrollen übernahmen Luigi Lo Cascio, Elio Germano, Sara Serraiocco und Leonardo Maltese.
Der Film wurde am 6. September 2022 bei den Internationalen Filmfestspielen von Venedig uraufgeführt und lief kurz danach regulär in den italienischen Kinos an.

## Handlung
Rom, Ende der 1960er-Jahre: In einem aufsehenerregenden Prozess wird der Dramatiker und Dichter Aldo Braibanti wegen des Straftatbestands „plagio“ zu neun Jahren Gefängnis verurteilt. Ihm wird vorgeworfen, den kürzlich volljährig gewordenen Schüler und Freund Ettore körperlich und psychisch seinem Willen unterworfen zu haben. Der junge Mann wurde in der Folge auf Geheiß seiner Familie in eine psychiatrische Klinik eingesperrt. Dort wurde er einer verheerenden Elektroschocktherapie ausgesetzt, um von diesem „teuflischen“ Einfluss „geheilt“ zu werden. Die öffentliche Meinung verhält sich gleichgültig gegenüber dem Prozess.
Einige Jahre später wird der Straftatbestand des „plagio“ aus dem italienischen Strafgesetzbuch gestrichen. Zuvor hatte der Passus dazu gedient, „Andersartige“ aller Art anzuklagen. Der Journalist Ennio versucht die Ereignisse von damals wahrheitsgetreu zu rekonstruieren. Er spricht neben dem Angeklagten auch mit der Familie, Freunden, früheren Anklägern und Unterstützern. Schon bald sieht er sich dem Verdacht der Zensur ausgesetzt.

## Veröffentlichung
Die Premiere von Il signore delle formiche erfolgte am 6. September 2022 beim Filmfestival von Venedig.
Ein regulärer Kinostart in Italien fand ab 8. September 2022 im Verleih von 01 Distribution statt.

## Auszeichnungen
Für Il signore delle formiche erhielt Gianni Amelio zum siebten Mal eine Einladung in den Wettbewerb um den Goldenen Löwen, den Hauptpreis des Filmfestivals von Venedig. Gleichzeitig folgte eine Nominierung für den in Venedig vergebenen Queer Lion. Einen Preis dieser Jurys konnte der Film nicht gewinnen. Dennoch wurde Il signore delle formiche in Venedig mit Auszeichnungen unabhängiger Jurys bedacht, darunter der Brian Award der Unione degli Atei e degli Agnostici Razionalisti (UAAR), die NUOVOIMAIE Talent Award und RB Casting Award (jeweils für Nachwuchsdarsteller Leonardo Maltese) und der La Pellicola d’Oro Award (jeweils für Produktionsregisseurin Barbara Busso und Camera Operator Cesare Pascarella).